# Richard Mills
Richard John Mills (født 14. november 1949 i Toowoomba, Queensland, Australien) er en australsk komponist, dirigent og percussionist.
Mills studerede komposition hos Edmund Rubbra og percussion hos Gilbert Webster. Han har skrevet en symfoni,koncerter, orkesterværker, kammermusik samt kor- og vokalværker.
Mills er en komponist, som komponerer i mange genrer. Han har vundet mange priser i Australien for sin musik.

## Udvalgte værker
- Symfoni nr. 1 "Natlige Symfonier" (2008) - for orkester
- Cellokoncert (1990) - for cello og orkester
- Fløjtekoncert (1990) - for fløjte og orkester
- Koncert (1993) - for violin og bratsch
- "Lydbillede" (1983) -  for slagtøj og orkester
- 4 strygerkvartetter (1990 rev.2007, 2007, ?, 2010)
- "Pastorale" (1993) - for soloobo
- "Lille suite" (1983) - for orkester
- Requiem "diptych" (1997) - for messingblæserkvintet
- Dobbeltkoncert nr. 1 (2002) - for violin og klarinet og orkester
- Dobbeltkoncert nr. 2 (2018) - for 2 violiner og orkester